# Palazzo del Tribunale (Bergamo)
Il palazzo del Tribunale di Bergamo è ubicato in via Borfuro 11.

## Storia
Il tribunale ha sede nel luogo dell'ex complesso scolastico sorto nel 1838 come "Orfanotrofio de' maschi di contrada Sant'Alessandro", che è stato ristrutturato e ampliato – con restauro delle sue parti più antiche, come la trecentesca ex chiesa della Maddalena con annesso chiostro e campaniletto – su progetto di Luca Moretto e Aimaro Isola. Il palazzo consiste di tre edifici collegati tra loro: quello proprio delle ex scuole "Savoia", un altro edificio che si affaccia su via Garibaldi e quello su via Borfuro, costruito ex novo.
I lavori hanno avuto inizio nel 2003 e si sono protratti per cinque anni; l'inaugurazione è avvenuta nel 2008.

## Sede
- Sede principale: via Borfuro 11/B
- UNEP: Via Sant'Alessandro 47